# Guinness

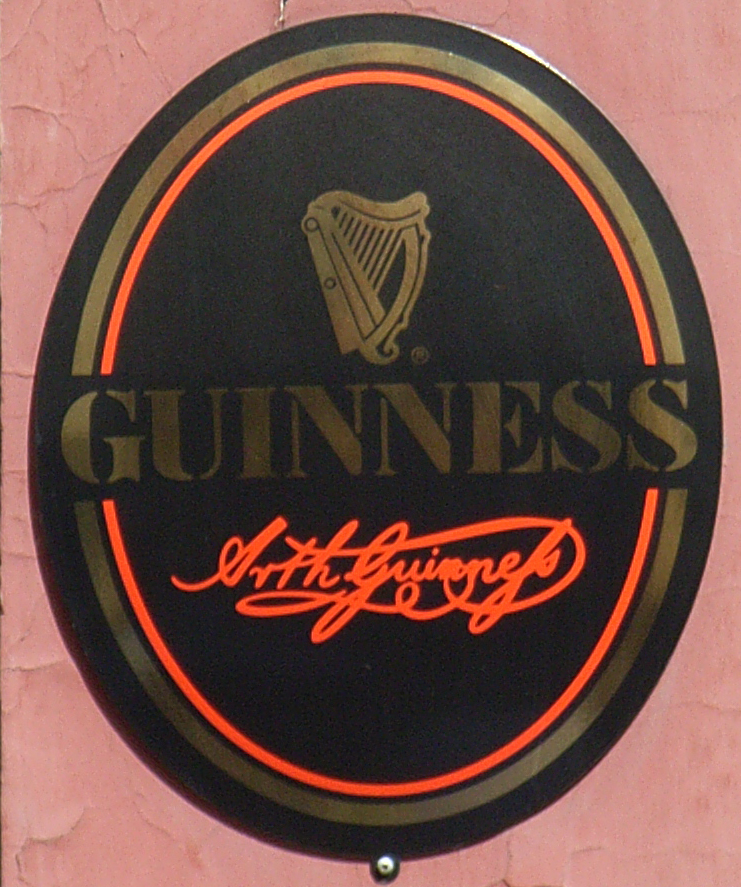

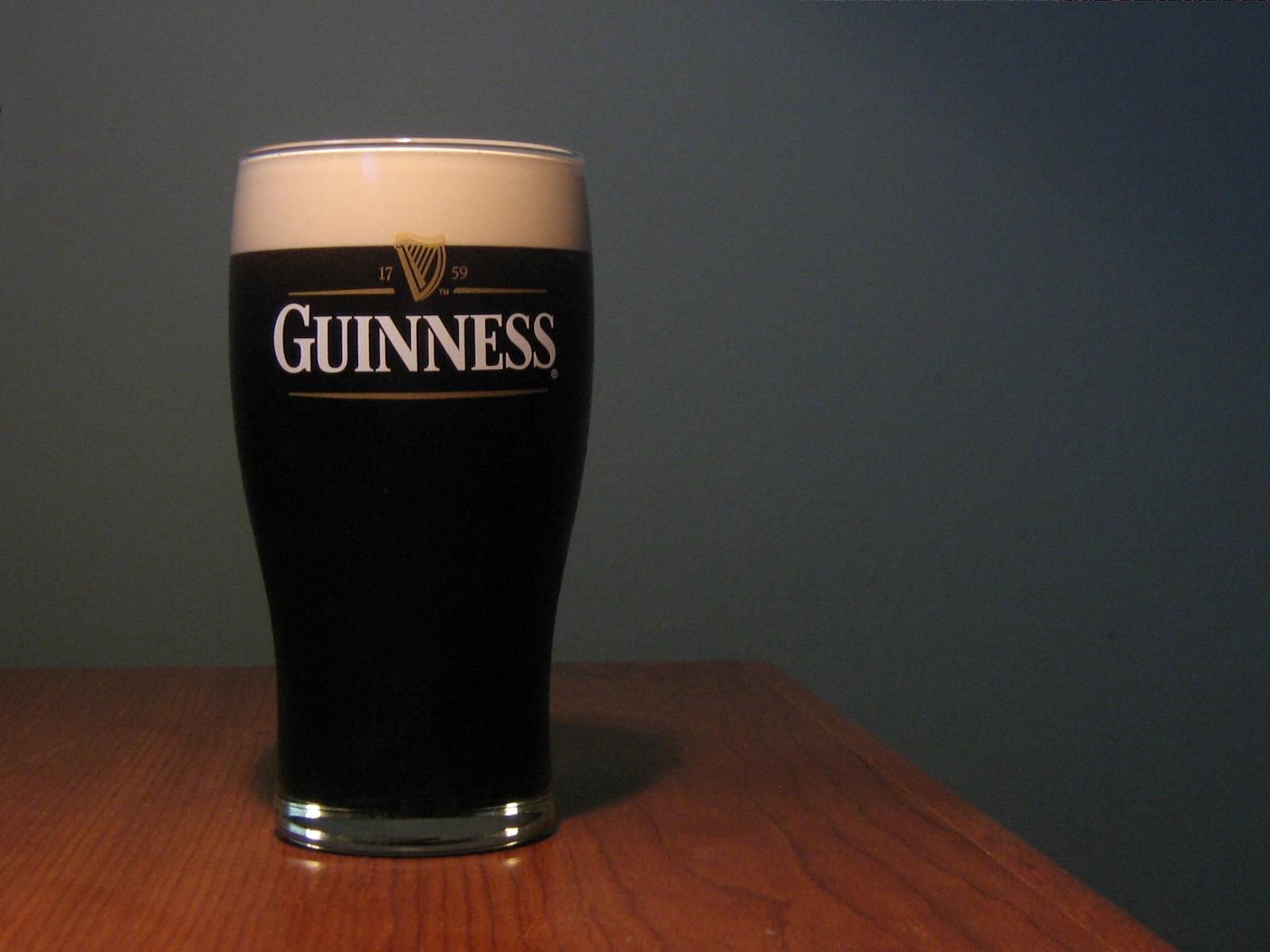

Guinness este o bere neagră irlandeză (dry stout) care își are originea în fabrica de bere a lui Arthur Guinness (1725–1803). Guinness este una dintre cele mai de succes mărci de bere la nivel mondial. Aceasta este produsă în aproape 60 de țări și disponibilă în peste 120. Vânzările anuale totale constituie 850 de milioane de litri. Berea Guinness este cea mai faimoasă și consumată bere irlandeză..
O trăsătură distinctivă a produsului este aroma prigorită care este obținută din orzul prăjit. Guinness mai este produsă pe lângă orz, din apă, hamei și drojdie. De-a lungul anilor berea deja fermentată era amestecată cu cea proaspăt preparată, ceea ce i-a dat un gust caracteristic. Ulterior, compania Guinness a încetat să mai amestece berea, iar acum pentru a crea o spumă de bere la scurgere, aceasta este îmbogățită cu azot.
Într-o halbă de „Guinness” sunt doar 198 de calorii, mai puține decât în sucul de portocale sau laptele degresat.

## Legături externe
- „www.guinness.com”. Guinness & Co. Arhivat din original la 20 martie 2015. Accesat în 22 martie 2015. Parametru necunoscut |description= ignorat (ajutor)
- „www.diageo.com”. Diageo. Arhivat din original la 22 iunie 2017. Accesat în 22 martie 2015. Parametru necunoscut |description= ignorat (ajutor)